# ヴァージニア・デア

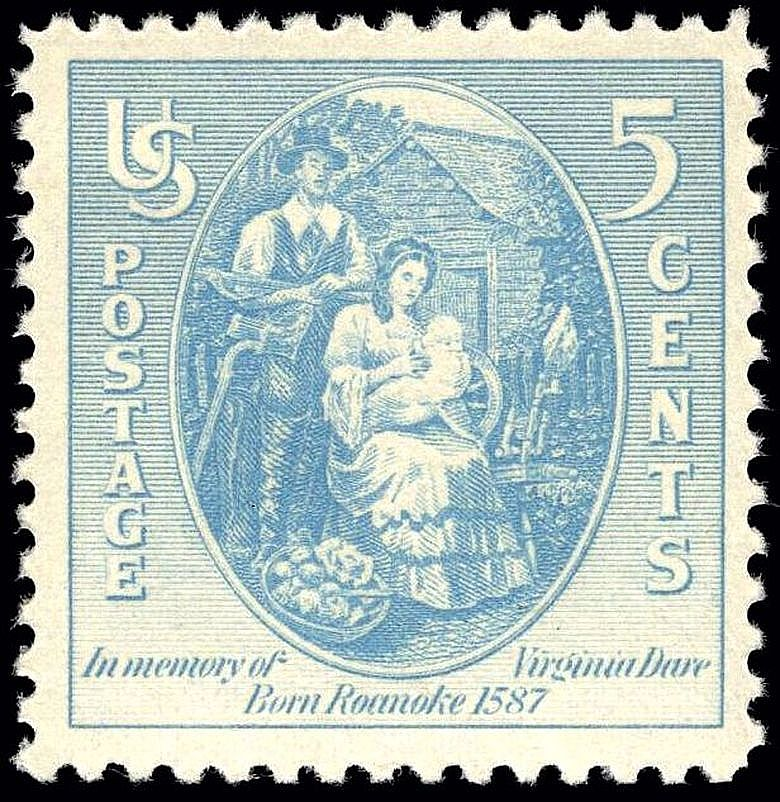
1937年、ヴァージニア・デア生誕350年を記念して発行された郵便切手

ヴァージニア・デア（Virginia Dare 1587年8月18日 - 没年不詳）は、アメリカ大陸で出生した最初のイングランド系白人。女児。

## 生涯

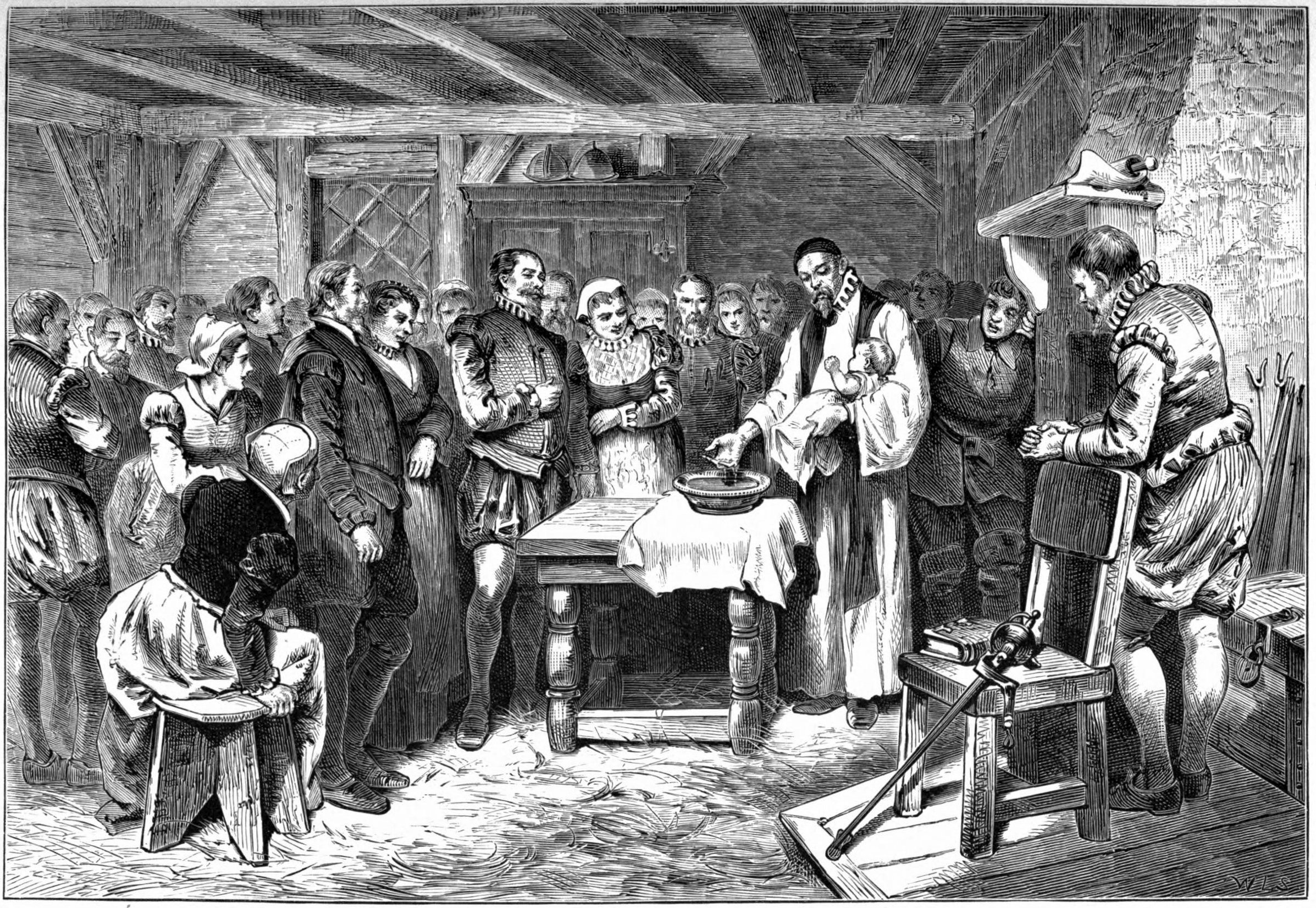
洗礼を受けるヴァージニア・デア（1880年のリトグラフより）

1587年8月18日、ヴァージニア植民地内のロアノーク島に造られたロアノーク植民地（現在のノースカロライナ州デア郡）にて、アナニアス・デア（当時27歳ぐらい）とエレノア・デア（当時24歳ぐらい）との間に出生。名前はヴァージニア植民地に因む。
母エレノア・デアは同地への植民者遠征隊の指導者ジョン・ホワイトの娘であった。デア夫妻は、ウォルター・ローリー卿の後援を受け、1587年5月8日にイングランドを出発した約120人の入植者の中にいた。1587年7月22日にホワイト率いる遠征隊がロアノーク島に上陸、そのおよそ1か月後にヴァージニアが誕生した。
この頃、ホワイトは近隣にいる先住民のクロアタン族（カロライナ・アルゴンキン族の1つ）との関係の再構築に努めていたが難航、さらに植民者の1人が殺害される事件が起きたため、植民者たちは自分たちの生命が脅かされていることを恐れ、ホワイトにイングランドへ戻り、植民地の事情を説明して援助を求めるよう説得した。ホワイトがイングランドに向けて出発したとき、植民地には115人の植民者（男90人、女17人、子供11人）が残った。この中には生まれたばかりのヴァージニアとその両親も含まれていた。ホワイトは翌1588年、ロアノーク島に向けて出航したが、人為的な事情でうまくいかず、一旦イングランドに戻った。さらに当時はスペインとの戦争（英西戦争）が続いていたことから、ホワイトは3年間ロアノーク島への帰還が叶わなかった。
1590年、ホワイトはようやく帰還の目途が付き、孫娘ヴァージニアの3歳の誕生日である8月18日にロアノーク島に上陸したが、開拓地は荒廃しており、植民者達は1人残らず消えてしまっていた。これ以降、ヴァージニア・デアの消息は他の植民者（彼女の両親も含む）共々永久に不明のままとなった。

### 後日談
トマス・C・パラモアはF・ロイ・ジョンソンとの共同著書『事実と伝説の中の失われた植民地』で、ヴァージニア・デアのその後の消息について次のように書いている。
この“1人の若いメイド”は、おそらくヴァージニア・デアを指しているものと思われる（生きていれば、この時22歳ぐらい）。

## 大衆文化に与えた影響
ヴァージニア・デアの数奇な生涯はロアノーク植民地の謎めいた消失とあいまって、アメリカの大衆文化の中に少なからぬ影響を与えた。学術的なものからありそうにないロマンスまで多くの著書や記事がこれをモチーフに書かれ、かつてロアノーク植民地があったノースカロライナ州デア郡を始め、多くの場所がデアと名付けられた。
ピュリッツァー賞を受賞した脚本家のポール・グリーンは、ヴァージニア・デアの生誕350周年にあたる1937年に『The Lost Colony』を著した。これは音楽、ダンスと演技を組合せ、不幸に終わったロアノーク植民地での想像上のできごとを物語る壮大なドラマになっている。ロアノーク島のローリー砦（国定歴史史跡）にあるウォーターサイド劇場で演じられ、第二次世界大戦時の中断はあったものの、ほぼ毎年夏に公演されている。

## 文献
- Miller, Lee, Roanoke: Solving the Mystery of the Lost Colony (2000), Penguin Books, ISBN 0-1420-0228-3
- Milton, Giles, Big Chief Elizabeth - How England's Adventurers Gambled and Won the New World, Hodder & Stoughton, London (2000)
- Morgan, Dewi, Phoenix of Fleet St - 2,000 years of St Bride's, Charles Knight & Co., London (1973), ISBN 0-85314-196-7
- Stick, David, Roanoake Island: The Beginnings of English America (1983), University of North Carolina Press, ISBN 0-8078-4110-2
- Tucker, Abigail, "Sketching the Earliest Views of the New World", Smithsonian magazine, December 2008
- White, Robert W., A Witness For Eleanor Dare (1992), Lexikos, ISBN 0-938530-51-8
- Scott, Michael. The Necromancer. New York: Delacorte, 2010